# 通りぬけフープ
通りぬけフープ （とおりぬけフープ）は、藤子・F・不二雄の漫画『ドラえもん』に登場するひみつ道具のひとつ。

## 概要
黄色いフラフープをかたどった道具。これを壁面に貼り付けると、フープ内蔵の空間原子分解装置から電波が発生し、通り抜ける壁の原子をゆらして穴を開け、そのままフープをくぐってその壁の向こうへ抜けることができる。壁の向こう側の出口にもフープが付いており、フープを取り外すと元の壁に戻る。
『ドラえもん のび太の日本誕生』では、時間犯罪者であるギガゾンビが「通りぬけフープ」の通路をねじ曲げて、出口を別の場所へとつなげている。また、ひみつ道具の「ルームガードセット」も通りぬけフープの使用の妨害を可能としている。
『ドラえもん のび太の宝島』では、22世紀に存在しない物質は原子を揺らすことができないため通り抜けられないとされている。
通りぬけフープは、『小学一年生』1974年2月号掲載の短編作品「ぬけあなフープ」にて、「ぬけあなフープ」という名称のひみつ道具として初登場した。しかしこのエピソードを単行本に収録する際に、作品名および道具名を「通りぬけフープ」へと変更している。後述の「ぬけ穴フープ」とは異なる。
『2112年 ドラえもん誕生』では量産の黄色ドラえもん達が「どこでもドア」を使う中、元のドラえもんは通り抜けフープを使い、建物から出て水面へ落下してしまう。
『ザ☆ドラえもんズ 怪盗ドラパン謎の挑戦状!』には、超大型の「通りぬけフープLLサイズ」が登場する。
ドラえもん映画作品ではタケコプター、どこでもドアに次いで、登場回数の多い道具である。

## 関連品
ぬけ穴フープ
『大長編ドラえもん のび太とブリキの迷宮』に登場する。通りぬけフープに似た道具で、通りぬけフープは普通のフラフープのように大きく細い形状で、漫画では白で表現されているのに対し、ぬけ穴フープは見た目にも小さめ、太めで、色がついていて等間隔で刻みまで入っている。
通りぬけフープは壁などの反対側に行けるものだが、ぬけ穴フープは地下室の壁につけても穴が曲がって上に伸び、出口となる地上の地面まで導いてくれる。また、建物の外の地面につけると、建物の中の地面に出口が開けるという、ぬけ穴というより進入経路を作るような使い方もできる。映画版では通りぬけフープを使用した。
通りぬけフープLLサイズ
映画『ザ☆ドラえもんズ 怪盗ドラパン謎の挑戦状!』およびてんとう虫コミックス「ドラえもんゲームコミック ザ･ドラえもんズ」を「ドラえもんズ」の『怪盗ドラパン、謎の挑戦状!〈後編〉』（ドラえもんズ3巻に収録）に登場。
ドラえもんの道具。「通りぬけフープ」の超巨大サイズ。性能は通常のものと変わりないが、通常のものは人が2人同時に通ろうと思えばギリギリ可能などうかという程度の大きさなのに対し、こちらはドラえもんズとドラパンの8人が余裕で同時に通り抜けられるほどの大きさである。
普通のサイズはフラフープができるくらいの硬さだが、なぜかこれは普通の縄のように柔らかい。